# Curtiss Robin
Curtiss Robin là một loại máy bay cách trên, được giới thiệu năm 1928, nó trang bị động cơ 90 hp (67 kW) V8 OX-5 do Curtiss-Robertson Airplane Manufacturing Company chế tạo.

## Biến thể

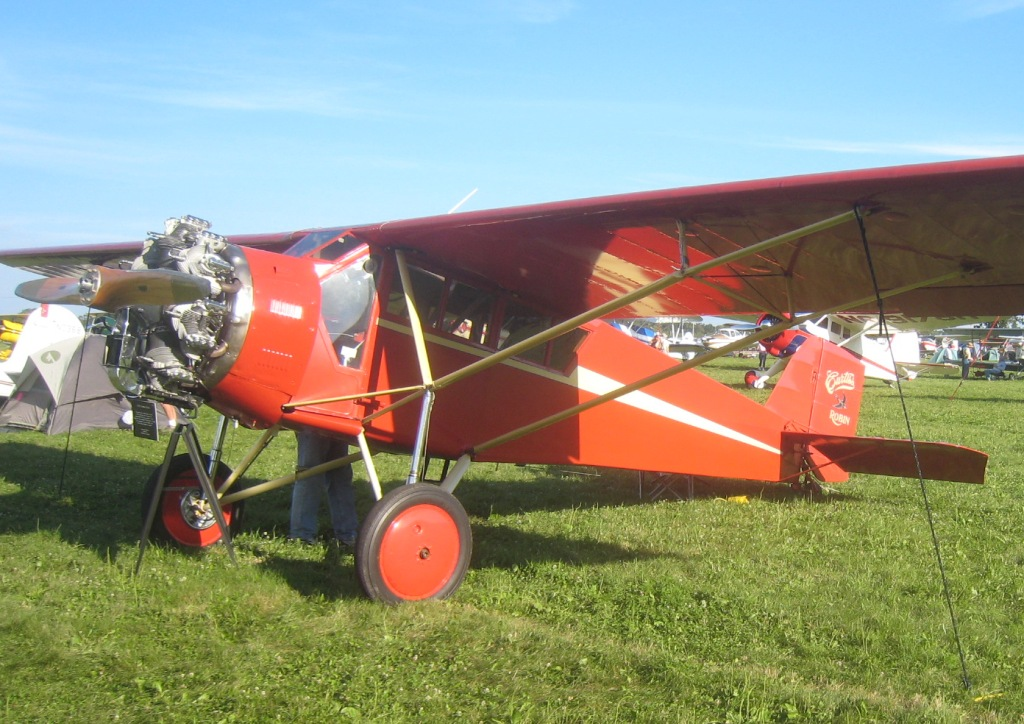
Curtis Robin C-1 1929

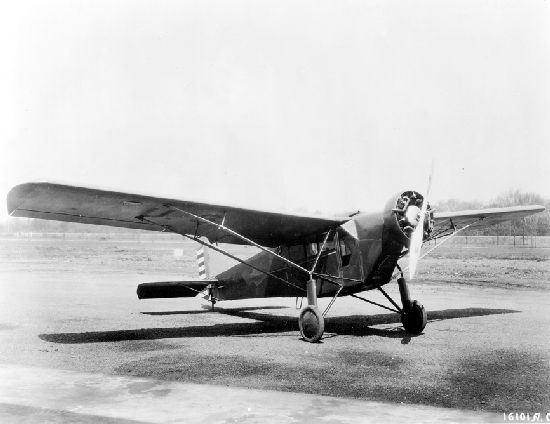
XC-10

Challenger Robin
Comet Robin
Robin B
Robin B-2
Robin C
Robin C-1
Robin C-2
Robin 4C
Robin 4C-1
Robin 4C-1A
Robin CR
Robin J-1
Robin J-2
Robin M
Robin W
XC-10

## Quốc gia sử dụng

### Quân sự
Paraguay
 Hoa Kỳ
- Quân đoàn Không quân Lục quân Hoa Kỳ

## Tính năng kỹ chiến thuật (Robin OX-5)
Dữ liệu lấy từ Curtiss Aircraft 1907–1947 
Đặc điểm tổng quát
- Kíp lái: 1
- Sức chứa: 2 hành khách
- Chiều dài: 25 ft 8½ in (7,83 m)
- Sải cánh: 41 ft 0 in (12,49 m)
- Chiều cao: 7 ft 9½ in (2,37 m)
- Diện tích cánh: 223 ft² (20,71 m²)
- Trọng lượng rỗng: 1.472 lb (668 kg)
- Trọng lượng có tải: 2.440 lb (1.107 kg)
- Động cơ: 1 × Curtiss OX-5, 90 hp (67 kW)

 Hiệu suất bay 
- Vận tốc cực đại: 100,5 mph (87 knot, 135 km/h)
- Vận tốc hành trình: 84 mph (73 knot, 135 km/h)
- Tầm bay: 480 mi (432 hải lý, 772 km)
- Trần bay: 10.200 ft (3.109 m)
- Vận tốc lên cao: 400 ft/phút (2 m/s)